# Pristava, Sežana
Pristava este o localitate din comuna Sežana, Slovenia, cu o populație de 4 locuitori.